# Rio Jaguaribe
O rio Jaguaribe é um curso de água que banha o estado do Ceará, no Brasil. Assim como os rios Acaraú e Coreaú, era perene até a seca de 1792 a 1794, passando então a ser intermitente

## Etimologia

Do tupi: îagûara, onça, 'y, rio, e a posposição -pe. Os dois primeiros termos estão em relação genitiva, o que dá a ideia de origem, pertencimento, e enseja a inversão dos termos (conforme indicam as setas).

"Jaguaribe" vem do termo tupi îagûarype, que significa "no rio das onças" (îagûara, onça + y, rio + pe, em).

## Descrição

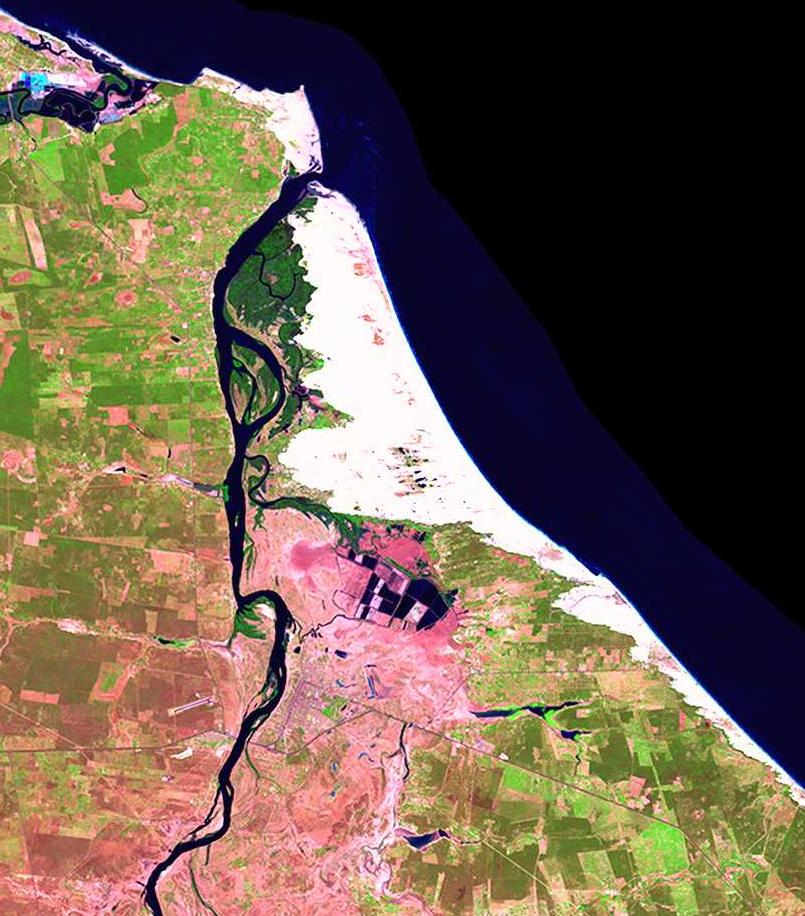
Foto de satélite da foz do rio Jaguaribe

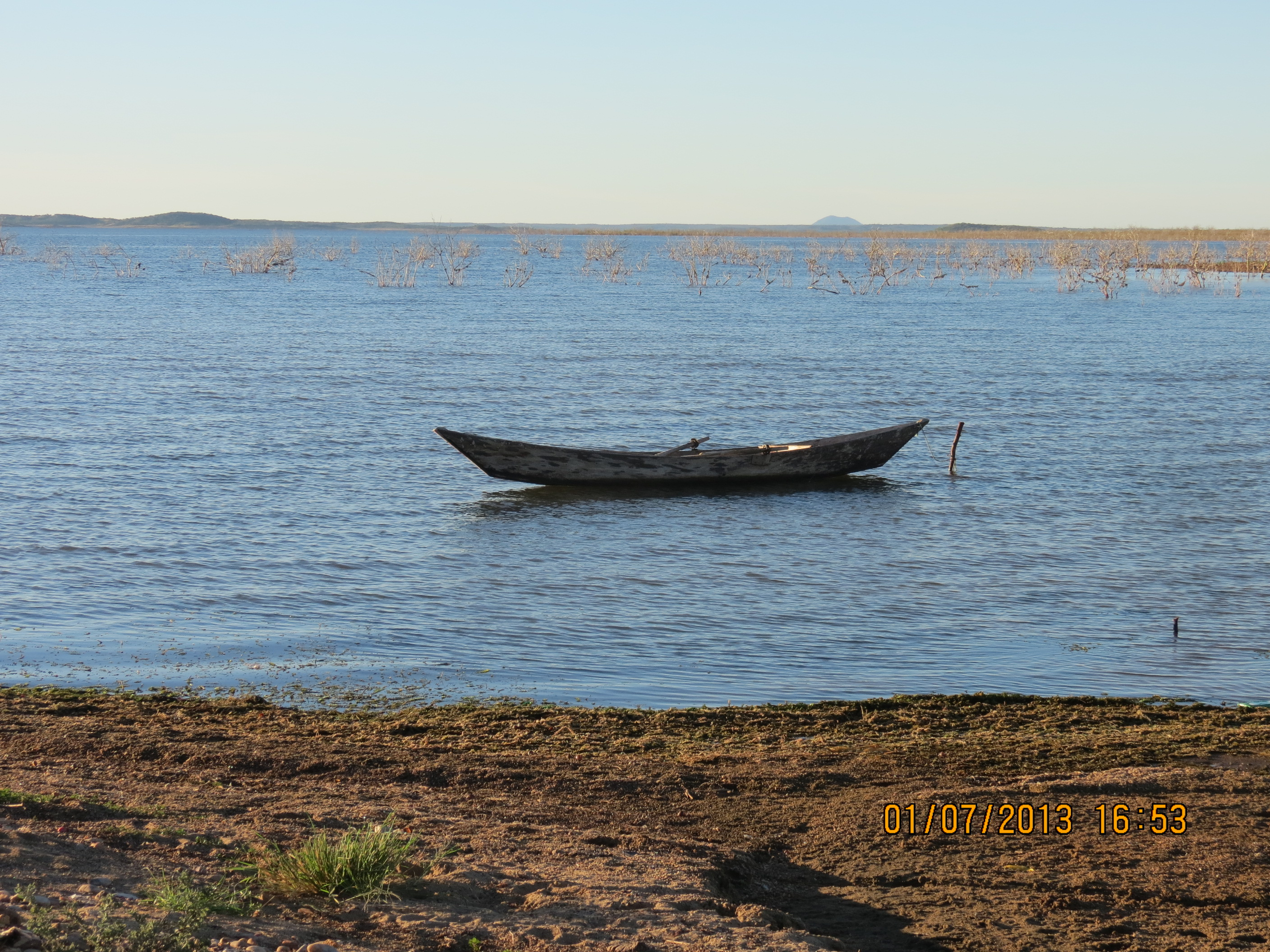
Açude Castanhão

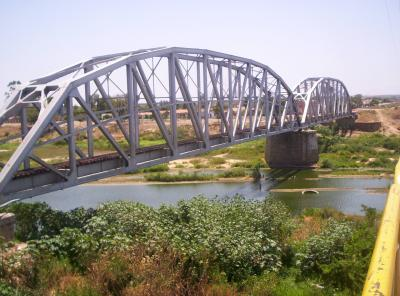
Ponte sobre o rio Jaguaribe em Iguatu

No seu leito, foram construídos os dois grandes açudes cearenses: o Orós e o Castanhão.
Sua bacia hidrográfica está situada em sua quase totalidade dentro dos limites do estado do Ceará, com ínfima parcela estendendo-se ao sul para o estado de Pernambuco, ocupando parte dos municípios de Exu, Moreilândia e Serrita. Ocupa cerca de 51,9% da área total do estado, o que equivale a, aproximadamente, 75 669 km². As cabeceiras de suas sub-bacias servem de limite entre o Ceará e os estados do Piauí, Pernambuco, Paraíba e Rio Grande do Norte. É o maior curso de água do território cearense com 633 km de extensão.
Os braços do rio Jaguaribe chegavam a desaparecer em épocas de seca, o que lhe rendeu o título de "maior rio seco do mundo", retornando e crescendo muito rápido em volume e extensão na estação chuvosa, tornando necessário  usar canoas para atravessá-lo.

## Condições pluviométricas
O Jaguaribe, como todo curso de água cearense, sofre influência das variações das precipitações pluviométricas, sendo suas descargas máximas observadas na época das chuvas  de janeiro a julho. A pluviosidades máximas e mínimas anuais para a região de sua bacia está entre 1 270 mm e 470 mm. 
A região de maior destaque e importância climática na bacia do Jaguaribe é o front da Chapada do Araripe, onde ocorre o clima úmido, além da serra do Pereiro. O clima úmido é predominante na região de Caririaçu, onde observa-se um índice de pluviosidade em torno de 1 200 mm anuais, eficiência hídrica de 320 mm, com cinco meses de déficit hídrico, e excedente hídrico de 400 mm anuais, com três meses de excedente hídrico. A temperatura média anual é de 23 °C.

## Geografia
Apresenta em sua embocadura uma zona estuarina grande, com diversas ilhas e canais sinuosos (gamboas), podendo o canal principal atingir 900 metros de largura, além de possuir uma área de mangue com 11,8 km², que começa a 18 km da foz e cuja penetração das águas do mar se faz sentir até 30 km de distancia da foz.
As formas de relevo mais comuns na área são os dissecados com diversos níveis de aprofundamento, predominando aqueles com topos convexizados a aguçados e com encostas retilíneas a convexas, além de cristas de grandes dimensões, que normalmente balizam os dissecados. Este conjunto, de uma maneira geral, obedece a orientação estrutural Sudoeste-Nordeste, sendo isto mais notável no Planalto Sertanejo.
Áreas planas ocorrem em toda a bacia, porém isoladas entre si, como a chapada do Araripe, a planície do Jaguaribe, os Tabuleiros do Baixo Jaguaribe, os Tabuleiros Costeiros, a Depressão de Iguatu e a chapada do Apodi. Não constituem grandes extensões, mas são extremamente importantes do ponto de vista econômico.
Conjuntos de serras com níveis altimétricos de até 1.000 m em alguns casos acham-se concentrados na serra do Pereiro, nas serras Residuais, ou em blocos mais elevados e destacados, como no planalto Sertanejo.
Estes relevos se desenvolvem sobre litologias predominantemente pré-cambrianas, destacando-se os migmatitos, gnaisses, xistos, filitos, serpentinitos, anfibolitos, além de granitos, dioritos, granodioritos e outros, pertencentes aos Complexos Nordestinos, Trindade, Itatira e ao Grupo Ceará. Secundariamente destacam-se os depósitos sedimentares do Grupo Araripe, Apodi e rio do Peixe, com arenitos, calcários, folhelhos, argilitos e coberturas tércio-quaternárias do Grupo Barreiras, além de aluviões e depósitos dunares.
Os solos são geralmente pouco profundos, pedregosos, com fertilidade média a alta. As principais ocorrências são de Podzólicos Vermelho-Amarelos eutróficos, litólicos eutróficos, planossolos solódicos e Bruno Não Cálcicos.
A bacia do Jaguaribe possui baixa perspectiva em reserva de águas subterrâneas, pois a quase totalidade de sua área situa-se em rochas cristalinas de baixo potencial hídrico. A exceção são os aquíferos da Chapada do Araripe, que formam sistemas livres, com potencial relativamente alto. A rede de drenagem possui um nítido controle estrutural, com cursos retilinizados, mudanças de cursos marcantes, devido à influência de fraturamentos e falhamentos.

### Afluentes
- Rio Salgado
- Rio Banabuiú
- Rio Cariús
- Rio Sangue ou Riacho do Sangue
- Rio Palhano
- Rio Jucá
- Rio Conceição
- Rio Figueiredo
- Rio Quixeré
- Rio Figueiredo